# 勝幡城
勝幡城（しょばたじょう）は、愛知県愛西市勝幡町と稲沢市平和町にかけて（尾張国の海東郡と中島郡に跨る地域）にあった日本の城。近年の通説では織田信長の生誕地と考えられている。

## 概要

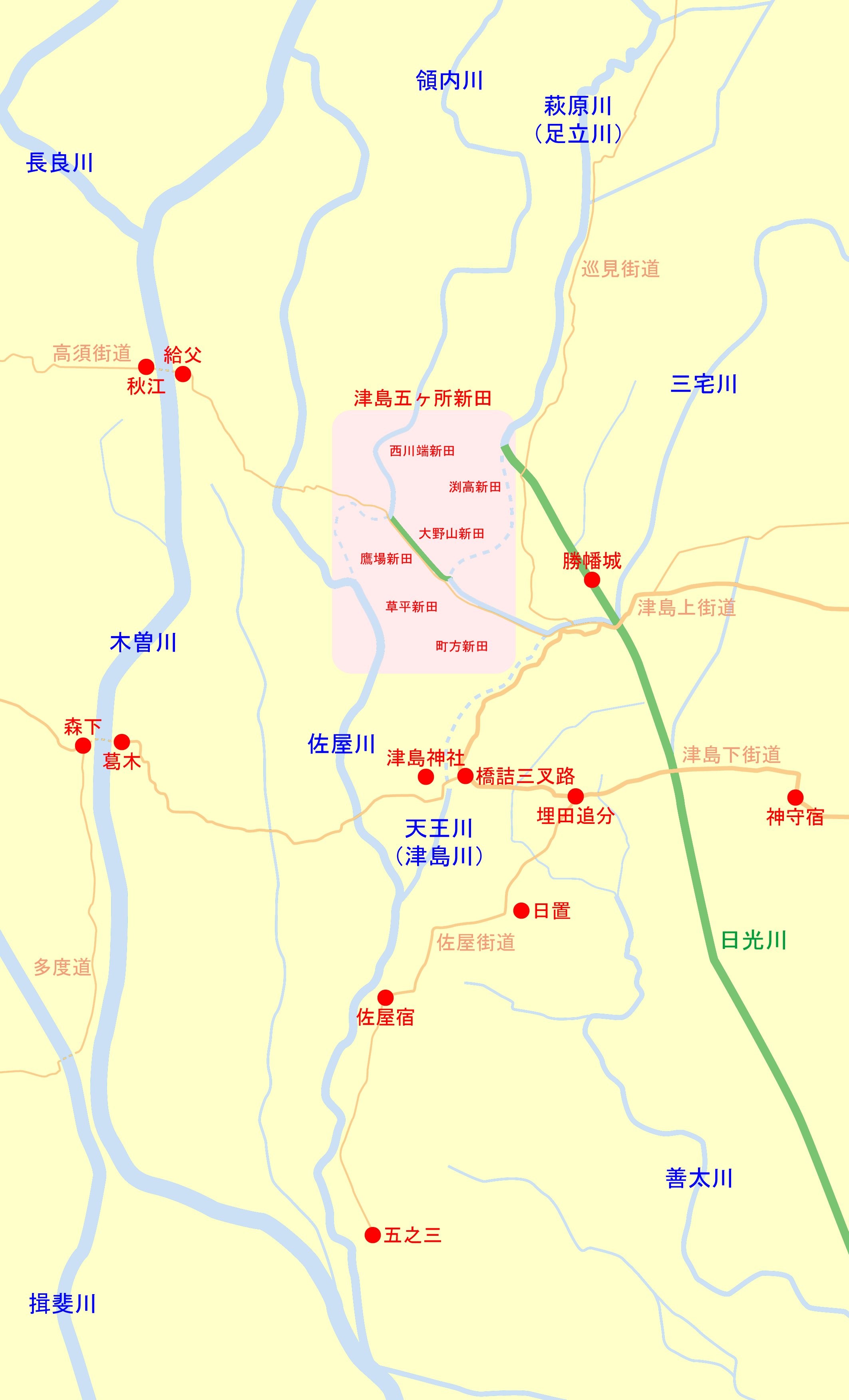
江戸時代末ごろの天王川周辺の位置関係図。破線は江戸時代初期ごろの旧河道、緑線・緑字は開削・付替後の新河道。橙線・橙字は主要街道、赤字は主要な地名など。

稲沢市指定史跡。勝幡城があったのは現在の愛知県愛西市勝幡町と稲沢市平和町六輪字城之内に跨る範囲で、中心地は現在の城之内付近と推定されている。二重の堀で囲まれた館城であり、規模・構造については『勝幡村古城絵図』には「本丸は東西29間、南北43間、幅3間の方形土塁」、『寛文覚書』には「東西48間・南北70間」との記載がある。
清洲三奉行の一家「織田弾正忠家」の拠点であり、商業地・津島を支配下に置いた織田弾正忠家の経済力を象徴するような平城となっている。公家の山科言継は、天文2年（1533年）に織田信秀によって招かれた際に勝幡城の規模と出来栄えに驚いたことを、自身の日記『言継卿記』に残している。
所在地の近くを三宅川・日光川・領内川が流れるが、これらの流路は江戸時代の改修工事によって大きく変化しており当時の河川状況とは異なる。特に日光川は萩原川（足立川）を改修して誕生した河川で勝幡城付近の河道は新規に開削しており、勝幡城の城郭の多くの部分は新たに開削された地域に位置していたと考えられる。三宅川は現在より西側の稲沢市平和町領内付近まで流れて萩原川と合流して天王川へと流れており、勝幡城のすぐ近くを流れて外堀の役目をしていたと推定されている。
日光川の開削に加えて、その後の周辺の開発もあり遺構等は残されておらず、城跡を示すものとして、日光川左岸に「織田弾正忠平朝臣信定古城蹟」と「勝幡城址」の二つの石碑が建てられている。

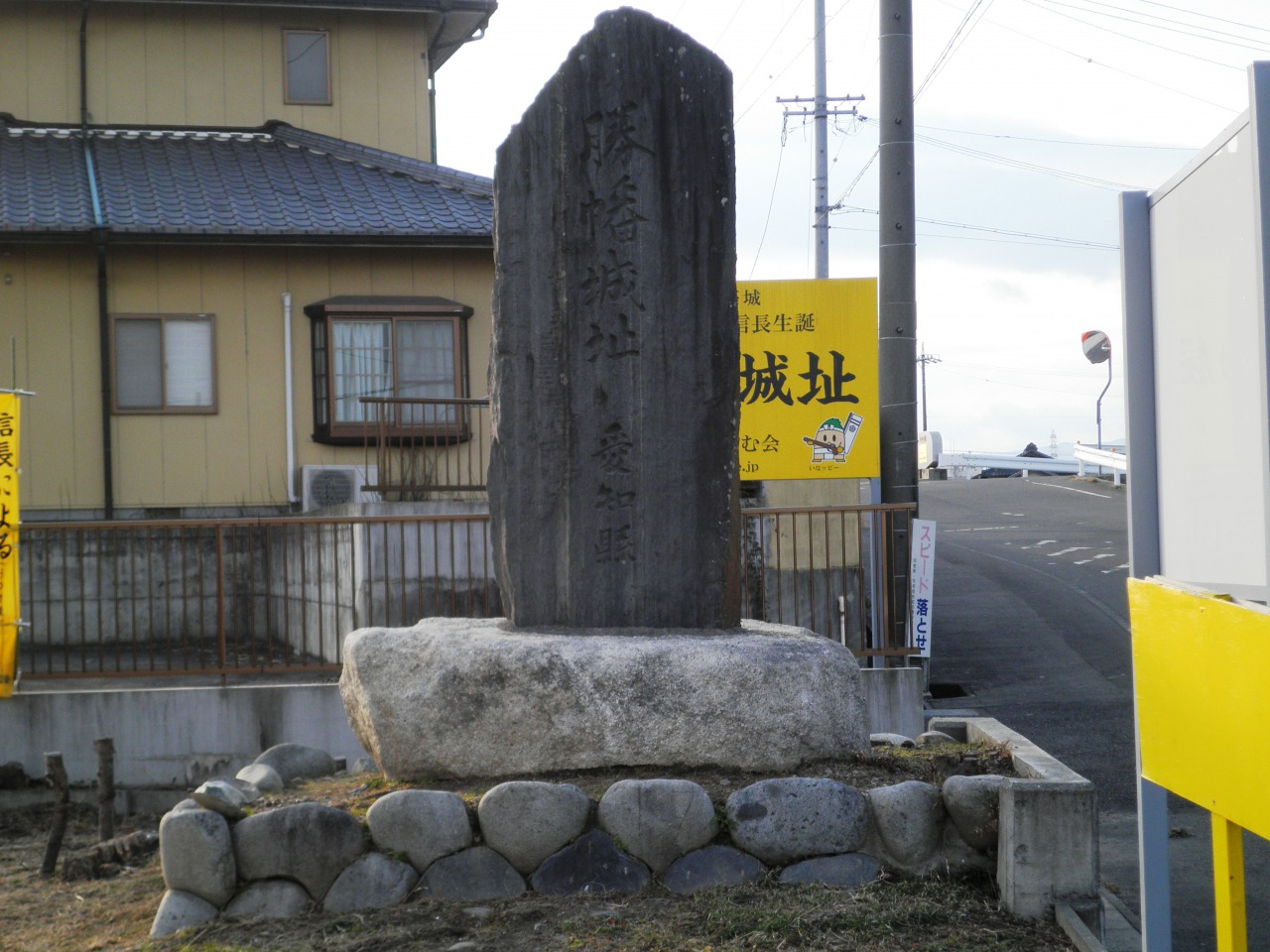
勝幡城址 （愛知県稲沢市）
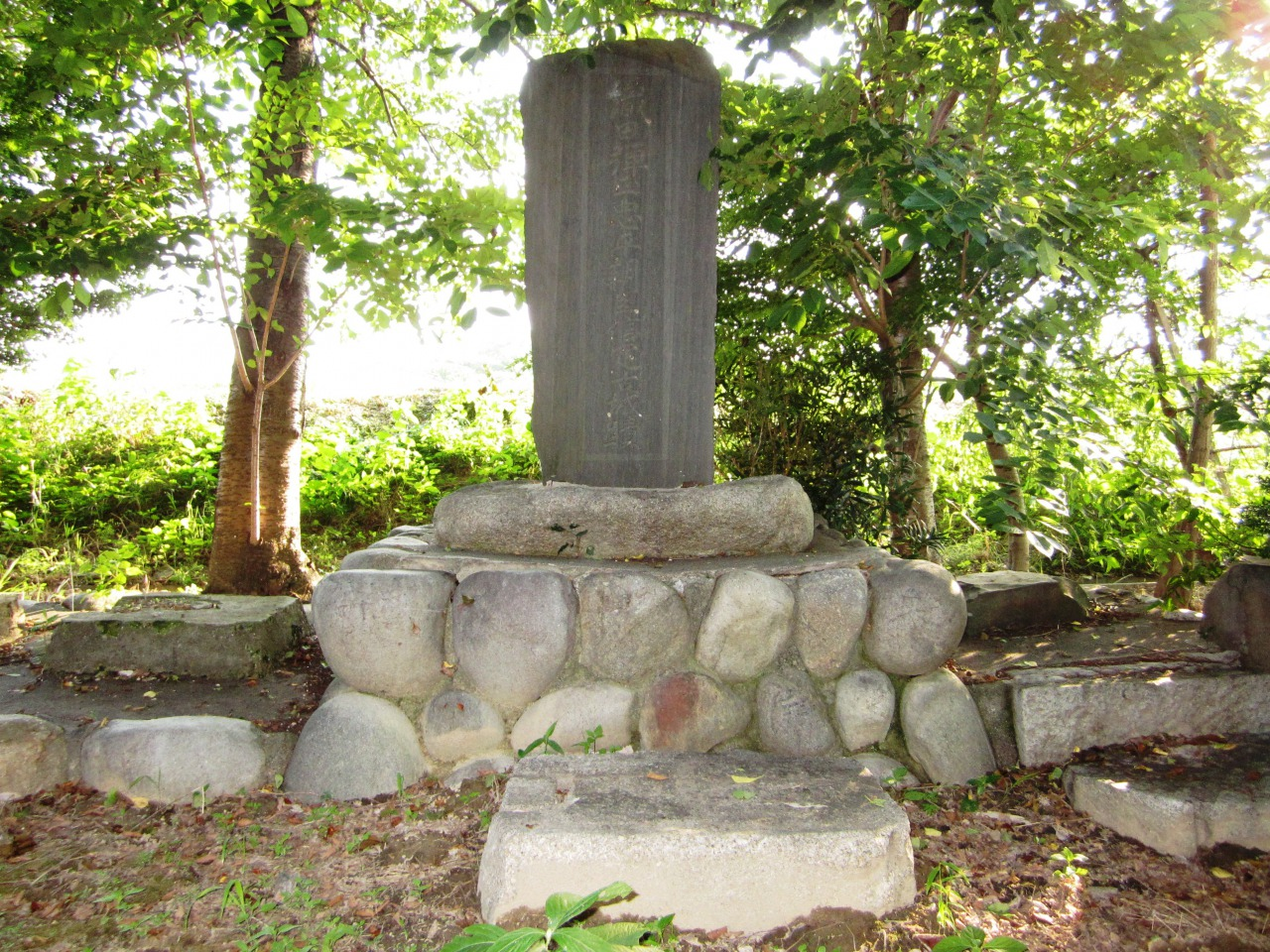
織田弾正忠平朝臣信定古城蹟 （愛知県愛西市）

## 歴史
勝幡城は永正年間ごろに織田信定（あるいはその父・良信）が、大中臣安長の屋敷跡に築城したとされる。周辺の地域は元々「塩畑（しおばた）」と呼ばれていたものを書き誤ったとも伝えられるが、一説には縁起が悪いという理由で信定あるい嫡子・信秀が「勝ち旗」の意で「勝幡」と改名したと伝えられる。
信定の跡を継いだ信秀が今川氏豊から那古野城を攻め取ると、信秀は那古野城に移り、勝幡城には家臣の武藤雄政（武藤掃部）を城代として置いた。那古野城を奪った時期は天文元年（1532年）が通説となっていたが、近年では天文7年（1538年）であったと考えられている。また、信秀の嫡子・吉法師（後の信長）の生誕地は那古野城説が通説とされていたが、新たな説では信長生年の天文3年（1534年）時点では那古野城を奪っていないため勝幡城説が妥当と考えられる（詳細は那古野城#歴史、織田信長#少年期を参照）。
後に弾正忠家の本拠地が清洲城に移ると、武藤掃部は尾張野府城へと転属されたため、勝幡城は次第に衰退してやがて廃城となった。
昭和54年（1979年）に排水工事中に大きな基石が発見され、出土箇所は勝幡城の古図面との照合により櫓台に位置することが確認された。現在では基石は愛西市佐織支所に保管されている。

## 交通
- 名鉄津島線「勝幡駅」下車、徒歩で約10分。